# Flagge der Franko-Ontarier
Die Flagge der Franko-Ontarier ist die Flagge der französischsprachigen Minderheit in der kanadischen Provinz Ontario, der Franko-Ontarier.
Sie besteht aus einem grünen und einem weißen Feld. Auf der linken grünen Hälfte ist ein weißes fleur-de-lys abgebildet, auf der rechten weißen Hälfte ein stilisiertes grünes Trillium grandiflorum. Das Grün symbolisiert die Sommermonate, das Weiß die Wintermonate. Das Trilium grandiflorum ist das Blumensymbol Ontarios, während das fleur-de-lys für das frankokanadische Erbe und die Zugehörigkeit zur internationalen Frankophonie steht.
Entworfen wurde die Flagge von einer Gruppe Studenten der Universität Sudbury. Am 25. September 1975 wurde sie auf dem dortigen Universitätsgelände erstmals gehisst. Seit 1977 wird sie von der Assemblée de la francophonie de l’Ontario verwendet, dem Verbund der französischsprachigen Gemeinden Ontarios. Die Legislativversammlung von Ontario verlieh der Flagge am 29. Juni 2001 den Status als offizielles Symbol der Franko-Ontarier.